# 浭阳街道
浭阳街道，是中华人民共和国河北省唐山市丰润区下辖的一个乡镇级行政单位。

## 行政区划
浭阳街道下辖以下地区：
西大街社区、塔湾社区、王庄子社区、小韩庄社区、富康楼社区、燕丰社区、新兴小区社区、北关社区、城内社区、铁路社区、南关社区、富丽社区、静园社区、祥和社区、富泰社区、林苑社区、祥润社区、金苑社区、朱庄子村和赵庄村。